# TWTC Nangang Exhibition Hall

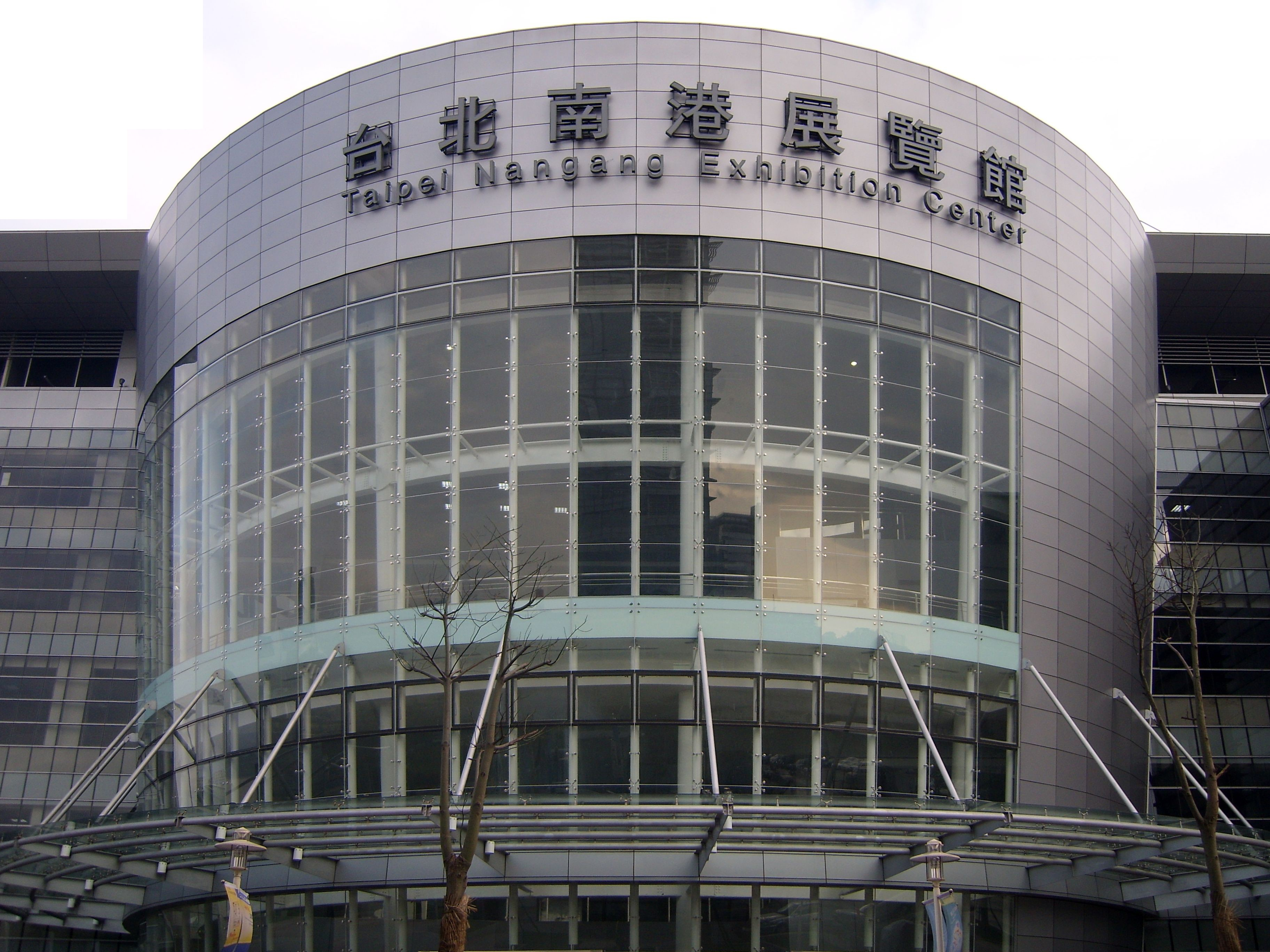
Taipei Nangang Exhibition Center em dezembro de 2007

TWTC Nangang Exhibition Hall é um centro de exposição e eventos localizado na cidade de Taipei, Taiwan. Já recebeu concertos de grandes artistas como Britney Spears, Kylie Minogue, Janet Jackson, Mariah Carey, Oasis, Deep Purple, Avril Lavigne, Lady Gaga, Queen + Adam Lambert, Maroon 5, Björk, Pet Shop Boys, entre outros.